# Fishbone
Fishbone es una banda de rock de fusión originaria de los Estados Unidos, caracterizada por una amplia fusión de diversos estilos, como ska, funk, punk y metal.
La banda nació en 1979, fundada por John Norwood Fisher (bajo), su hermano Phillip "Fish" Fisher (batería), Angelo Moore quien a veces usa el sobrenombre "Dr. Madd Vibe" (vocales, saxofón, theremin), Kendall Jones (guitarra), "Dirty" Walter A. Kibby II (vocales, trompeta) y Christopher Dowd, quien a veces usa el pseudónimo "Charlie Down" (teclados, trombón, vocales). La banda se formó en los barrios de Los Ángeles, California cuando sus integrantes se encontraban en la escuela secundaria. En 1983 firman contrato con Columbia Records después de que el productor David Kahne presenciara uno de sus shows. Para 1985 editan su EP homónimo y un año después el álbum In Your Face. Desde el comienzo la banda ganó una sólida base de fanes y su fama aumenta gracias a sus enérgicos shows y sentido de humor mezclado con comentarios sociales. Han sido una de las mayores influencias en bandas que alcanzarían gran popularidad desde finales de los 80´s y que serían iconos del rock de los 90´s. Sus miembros fundadores John Norwood Fisher, Angelo Moore, y Walter Kibby continúan en la banda.

## Miembros

### Formación actual
- Angelo Moore: Voz, saxofón, percusión (1979)
- Rocky George: Guitarra (2003)
- Curtis Storey: tromba, voz (2005)
- John McKnight: teclado, trombón, guitarra, voz. (1999–2001, 2005)
- Dre Gipson: teclado, voz (2004)
- John Norwood Fisher: basso, voce (1979)
- John Steward: batería (1999)

### Exintegrantes
- "Dirty" Walter A. Kibby II (1979–2003) – tromba, voz
- Kendall Jones (1979–1993) – guitarra, voz
- Chris Dowd (1979–1994) – teclado, trombón, voz
- Philip "Fish" Fisher (1979–1998) – batería, voz
- John "JB" Bigham (1989–1997) – guitarra, teclado
- Anthony Brewster (1997–1998) – guitarra
- Tracey "Spacey T" Singleton (1997–2003) – guitarra
- Dre "Pastor" Holmes (2004–2005) – tromba, voz
- Tori Ruffin (2003-2006) - guitarra

## Discografía

### Discos de estudio
- In Your Face (1986)
- Truth and Soul (1988) - #153 en el Billboard 200 el 29 de octubre de 1988
- The Reality of My Surroundings (1991) - #49 en el Billboard 200 el 18 de mayo de 1991
- Give a Monkey a Brain and He'll Swear He's the Center of the Universe (1993) - #99 en el Billboard 200 el 12 de junio de 1993
- Chim Chim's Badass Revenge (1996) - #158 en el Billboard 200 el 8 de junio de 1996
- Fishbone and the Familyhood Nextperience Present: The Psychotic Friends Nuttwerx (2000)
- Still Stuck In Your Throat (2006)

### Discos en directo
- Live at the Temple Bar and More (2002)
- Live in Amsterdam (CD/DVD - 2005)
- Fishbone Live (CD/DVD - 2009)
- Live at The Independent (2012)

### EP
- Fishbone (1985)
- It's a Wonderful Life (1987)
- Set the Booty Up Right (1990)
- Fishbone and the Familyhood Nextperience Present: The Friendliest Psychosis of All (2002)
- Crazy Glue (2011)
- Intrinsically Intertwined (2014)

### Recopilaciones
- Fishbone (1988)
- Singles (Soll en Japón) (1993)
- Fishbone 101: Nuttasaurusmeg Fossil Fuelin' the Fonkay (1996)
- The Essential Fishbone (2003)

### Sencillos
| Año  | Sencillo                  | Posiciones | Posiciones                | Posiciones  | Posiciones |
| ---- | ------------------------- | ---------- | ------------------------- | ----------- | ---------- |
| Año  | Sencillo                  | US Hot 100 | US Mainstream Rock Tracks | US Mod Rock | UK         |
| 1985 | "? (Modern Industry)"     | -          | -                         | -           | -          |
| 1985 | "Party At Ground Zero"    | -          | -                         | -           | -          |
| 1986 | "When Problems Arise"     | -          | -                         | -           | -          |
| 1988 | "Freddie's Dead"          | -          | -                         | -           | -          |
| 1989 | "Ma and Pa"               | -          | -                         | -           | -          |
| 1991 | "Fight the Youth"         | -          | -                         | -           | -          |
| 1991 | "Sunless Saturday"        | -          | -                         | 7           | -          |
| 1991 | "Everyday Sunshine"       | -          | -                         | 14          | 60         |
| 1993 | "Swim"                    | -          | -                         | -           | 54         |
| 1993 | "Unyielding Conditioning" | -          | -                         | -           | -          |
| 1993 | "Servitude"               | -          | -                         | -           | -          |
| 1996 | "Alcoholic"               | -          | -                         | -           | -          |
| 2000 | "The Suffering"           | -          | -                         | -           | -          |
| 2007 | "Party With Saddam"       | -          | -                         | -           | -          |
| 2011 | "Crazy Glue"              | -          | -                         | -           | -          |
| 2013 | "Whipper Snapper"         | -          | -                         | -           | -          |

### Videografía

#### DVD/VHS
- The Reality of My Surroundings - Past to Present (1991)
- Critical Times - Fishbone's Hen House Sessions (2001)
- Live in Amsterdam (CD/DVD - 2005 - grabado vivo en 2002)
- Everyday Sunshine - A Fishbone Documentary (2008)

#### Videos musicales
- Modern Industry  (1985)
- Party at Ground Zero (1985)
- V.T.T.L.O.T.F.D.G.F. (1985)
- When Problems Arise (1986)
- It's a Wonderful Life (1987)
- Jamaica Ska (1987)
- Freddie's Dead (1988)
- Ma and Pa (1988)
- Fight the Youth (1991)
- Sunless Saturday (1991)
- Everyday Sunshine (1991)
- Servitude (1993)
- Swim (1993
- Unyielding condition  (1993))
- What's new Pussycat (1996)
- Alcoholic (1996)
- Date Rape (2005)
- Let Dem Ho's Fight (2007)
- Crazy Glue (2011)